# Aidan O'Brien
Aidan Patrick O'Brien, född 16 oktober 1969 i County Wexford på Irland, är en irländsk galopptränare. Sedan 1996 har han varit privattränare för Ballydoyle Stables nära Rosegreen i Tipperary.

## Karriär
Aidan O'Brien var ett av sex barn till Denis och Stella O'Brien (f. Doyle). Denis var lantbrukare och tränade ett mindre antal hästar i Killegney, nära Poulpeasty i County Wexford, där Aidan växte upp.
O'Brien började sin professionella karriär med hästar hos P.J. Finn i Curragh, County Kildare, och sedan hos Jim Bolger i Coolcullen, County Carlow. O’Brien blev Irish National Hunt tränarchampion under säsongen 1993/4, en titel som han även skulle ta de kommande fem säsongerna. Hans mest framgångsrika häst under denna perioden var Istabraq. Under 1996 rekryterades han av John Magnier som privattränare för Ballydoyle Stables.
2012 blev O'Brien och hans son Joseph den första far-och-son kombinationen att segra i Epsom Derby med Camelot. Han är till 2021 den tränare som tagit flest segrar i Epsom Derby, med åtta stycken.